# B-мезон
B-мезони — це мезони, що складаються з b-кварка та будь-якого іншого (окрім t-кварка, який надто важкий та короткоживучий, щоб утворювати з іншими кварками мезони). B-мезони були відкриті в 1983 році на детекторі CLEO.
В 2016 році з достовірністю в 3,4 сигма показано, що кутовий розподіл продуктів розпаду B-мезона під час експерименту на ВАК не збігається з передбаченнями стандартної моделі, а це в свою чергу може вказувати в реакції розпаду на "нову фізику" - нову "проміжну частинку", яку не передбачає стандартна модель .

## Список та властивості B-мезонів
| Частинка         | Позначення | Анти-частинка | Кварковий склад | Заряд | I   | JP | Енергія спокою (МеВ/c2) | S  | C  | B' | Час життя (сек)          | Основні канали розпаду |
| ---------------- | ---------- | ------------- | --------------- | ----- | --- | -- | ----------------------- | -- | -- | -- | ------------------------ | --- |
| B-мезон          | B+         | B−            | u b             | +1    | 1⁄2 | 0− | 5279.15±0.31            | 0  | 0  | +1 | (1.638±0.011)×10−12      | Дивись http://pdg.lbl.gov/2010/tables/rpp2010-tab-mesons-bottom.pdf [Архівовано 16 вересня 2012 у Wayback Machine.]         |
| B-мезон          | B0         | B0            | d b             | 0     | 1⁄2 | 0− | 5279.53±0.33            | 0  | 0  | +1 | (1.530±0.009)×10−12      | Дивись http://pdg.lbl.gov/2010/tables/rpp2010-tab-mesons-bottom.pdf [Архівовано 16 вересня 2012 у Wayback Machine.]         |
| Дивний B-мезон   | B0 s       | B0 s          | s b             | 0     | 0   | 0− | 5366.3±0.6              | −1 | 0  | +1 | 1.470+0.027 −0.026×10−12 | Дивись http://pdg.lbl.gov/2010/tables/rpp2010-tab-mesons-bottom-strange.pdf [Архівовано 16 вересня 2012 у Wayback Machine.] |
| Чарівний B-мезон | B+ c       | B− c          | c b             | +1    | 0   | 0− | 6276±4                  | 0  | +1 | +1 | (0.46±0.07)×10−12        | Дивись http://pdg.lbl.gov/2010/tables/rpp2010-tab-mesons-bottom-charm.pdf [Архівовано 16 вересня 2012 у Wayback Machine.]   |